# Escocia en la Copa Mundial de Rugby
La Selección de rugby de Escocia participó en todas las ediciones de la Copa del Mundo de Rugby. Clasificando automáticamente a todos los torneos al alcanzar los cuartos de final en la anterior copa mundial, a excepción de la edición de 1999 cuando clasificó desde eliminatorias.
El XV del Cardo consiguió su mejor participación al obtener el cuarto puesto en Inglaterra 1991, no volvió a alcanzar semifinales posteriormente.

## Nueva Zelanda 1987

### Plantel
Entrenador: Derrick Grant

### Participación

#### Grupo D
| Equipo   | Jug. | Gan. | Emp. | Perd. | A favor | En contra | Puntos |
| -------- | ---- | ---- | ---- | ----- | ------- | --------- | ------ |
| Francia  | 3    | 2    | 1    | 0     | 145     | 44        | 5      |
| Escocia  | 3    | 2    | 1    | 0     | 135     | 69        | 5      |
| Rumania  | 3    | 1    | 0    | 2     | 61      | 130       | 2      |
| Zimbabue | 3    | 0    | 0    | 3     | 53      | 151       | 0      |

#### Cuartos de final
| 6 de junio de 1987, | Nueva Zelanda                                      | 30 – 3 | Escocia       | Lancaster Park, Christchurch,       |                                     |
|                     | Tries: Whetton Gallagher Con: Fox (2) Pen: Fox (6) |        | Pen: Hastings | Árbitro(s): David Burnett (Irlanda) | Árbitro(s): David Burnett (Irlanda) |

## Inglaterra 1991

### Plantel
Entrenador: Jim Telfer

### Participación

#### Grupo B
| Equipo   | Gan. | Emp. | Per. | A favor | En contra | Puntos |
| -------- | ---- | ---- | ---- | ------- | --------- | ------ |
| Escocia  | 3    | 0    | 0    | 122     | 36        | 9      |
| Irlanda  | 2    | 0    | 1    | 102     | 51        | 7      |
| Japón    | 1    | 0    | 2    | 77      | 87        | 5      |
| Zimbabue | 0    | 0    | 3    | 31      | 158       | 3      |

#### Cuartos de final
| 19 de octubre de 1991, | Local | vs. | Visita |                                 |  |
|                        |       |     |        | Asistencia: 60,000 espectadores |  |

#### Semifinales
| 26 de octubre de 1991, | Local | vs. | Visita |                                 |  |
|                        |       |     |        | Asistencia: 60,000 espectadores |  |

#### Tercer y cuarto puesto
| 30 de octubre de 1991, | Local | vs. | Visita |                                 |  |
|                        |       |     |        | Asistencia: 37,000 espectadores |  |

## Sudáfrica 1995

### Plantel
Entrenador: Jim Telfer

### Participación

#### Grupo D
| Equipo          | Gan. | Emp. | Perd. | A favor | En contra | Puntos |
| --------------- | ---- | ---- | ----- | ------- | --------- | ------ |
| Francia         | 3    | 0    | 0     | 114     | 47        | 9      |
| Escocia         | 2    | 0    | 1     | 149     | 27        | 7      |
| Tonga           | 1    | 0    | 2     | 44      | 90        | 5      |
| Costa de Marfil | 0    | 0    | 3     | 29      | 172       | 3      |

#### Cuartos de final
| 11 de junio de 1995, | Local | vs. | Visita |  |  |

## Gales 1999

### Plantel
Entrenador: Jim Telfer

### Participación

#### Grupo A
| Equipo    | Gan. | Emp. | Per. | A favor | En contra | Puntos |
| --------- | ---- | ---- | ---- | ------- | --------- | ------ |
| Sudáfrica | 3    | 0    | 0    | 132     | 35        | 6      |
| Escocia   | 2    | 0    | 1    | 120     | 58        | 4      |
| Uruguay   | 1    | 0    | 2    | 42      | 97        | 2      |
| España    | 0    | 0    | 3    | 18      | 122       | 0      |

#### Play-offs (octavos de final)
|  | Local | vs. | Visita |  |  |

#### Cuartos de final
|  | Local | vs. | Visita |  |  |

## Australia 2003

### Plantel
Entrenador: Ian McGeechan

### Participación

#### Grupo B
| Equipo         | Gan. | Emp. | Per. | A favor | En contra | Extra | Puntos |
| -------------- | ---- | ---- | ---- | ------- | --------- | ----- | ------ |
| Francia        | 4    | 0    | 0    | 204     | 70        | 4     | 20     |
| Escocia        | 3    | 0    | 1    | 102     | 97        | 2     | 14     |
| Fiyi           | 2    | 0    | 2    | 98      | 114       | 2     | 10     |
| Estados Unidos | 1    | 0    | 3    | 86      | 125       | 2     | 6      |
| Japón          | 0    | 0    | 4    | 79      | 163       | 0     | 0      |

#### Cuartos de final
| 8 de noviembre | Local | vs. | Visita |  |  |

## Francia 2007

### Plantel
Entrenador: Frank Hadden

### Participación

#### Grupo C
| Posición | Equipo        | Partidos | Partidos | Partidos  | Partidos | Tantos  | Tantos    | Tantos     | Puntos bonus | Puntos |
| Posición | Equipo        | jugados  | ganados  | empatados | perdidos | a favor | en contra | diferencia | Puntos bonus | Puntos |
| -------- | ------------- | -------- | -------- | --------- | -------- | ------- | --------- | ---------- | ------------ | ------ |
| 1        | Nueva Zelanda | 4        | 4        | 0         | 0        | 309     | 35        | +274       | 4            | 20     |
| 2        | Escocia       | 4        | 3        | 0         | 1        | 116     | 66        | +50        | 2            | 14     |
| 3        | Italia        | 4        | 2        | 0         | 2        | 85      | 117       | -32        | 1            | 9      |
| 4        | Rumania       | 4        | 1        | 0         | 3        | 40      | 161       | -121       | 1            | 5      |
| 5        | Portugal      | 4        | 0        | 0         | 4        | 38      | 209       | -171       | 1            | 1      |

#### Cuartos de final
| 7 de octubre de 2007, 21:00 | Argentina                                                                                | 19 – 13 | Escocia                                                        | Stade de France, San Denis                                       |                                                                  |
|                             | Tries: Longo 33' c Con: F. Contepomi Pen: F. Contepomi 23', 29', 43' Drop: Hernández 54' | Reporte | Tries: Cusiter 63' c Con: Paterson Pen: Parks 16' Paterson 38' | Asistencia: 79.963 espectadores Árbitro(s): Joël Jutge (Francia) | Asistencia: 79.963 espectadores Árbitro(s): Joël Jutge (Francia) |

## Nueva Zelanda 2011

### Plantel
Entrenador:  Andy Robinson

### Participación

#### Grupo B
| Posición | Selección  | Partidos | Partidos | Partidos  | Partidos | Tries a favor | Tantos  | Tantos    | Tantos     | Puntos extra | Puntos |
| Posición | Selección  | jugados  | ganados  | empatados | perdidos | Tries a favor | a favor | en contra | diferencia | Puntos extra | Puntos |
| -------- | ---------- | -------- | -------- | --------- | -------- | ------------- | ------- | --------- | ---------- | ------------ | ------ |
| 1        | Inglaterra | 4        | 4        | 0         | 0        | 18            | 137     | 34        | +103       | 2            | 18     |
| 2        | Argentina  | 4        | 3        | 0         | 1        | 10            | 90      | 40        | +50        | 2            | 14     |
| 3        | Escocia    | 4        | 2        | 0         | 2        | 4             | 73      | 59        | +14        | 3            | 11     |
| 4        | Georgia    | 4        | 1        | 0         | 3        | 3             | 48      | 90        | −42        | 0            | 4      |
| 5        | Rumania    | 4        | 0        | 0         | 4        | 3             | 44      | 169       | −125       | 0            | 0      |

## Inglaterra 2015

### Plantel
Entrenador:  Vern Cotter

### Participación

#### Grupo B
| Posición | Selección      | Partidos | Partidos | Partidos  | Partidos | Tries a favor | Tantos  | Tantos    | Tantos     | Puntos extra | Puntos |
| Posición | Selección      | jugados  | ganados  | empatados | perdidos | Tries a favor | a favor | en contra | diferencia | Puntos extra | Puntos |
| -------- | -------------- | -------- | -------- | --------- | -------- | ------------- | ------- | --------- | ---------- | ------------ | ------ |
| 1        | Sudáfrica      | 4        | 3        | 0         | 1        | 23            | 176     | 56        | 120        | 4            | 16     |
| 2        | Escocia        | 4        | 3        | 0         | 1        | 14            | 136     | 93        | 40         | 2            | 14     |
| 3        | Japón          | 4        | 3        | 0         | 1        | 9             | 98      | 100       | -2         | 0            | 12     |
| 4        | Samoa          | 4        | 1        | 0         | 3        | 7             | 69      | 124       | -55        | 2            | 6      |
| 5        | Estados Unidos | 4        | 0        | 0         | 4        | 5             | 50      | 156       | -106       | 0            | 0      |

#### Cuartos de final
|  | Local | vs. | Visita |  |  |

## Japón 2019

### Grupo A
| Posición | Selección | Partidos | Partidos | Partidos  | Partidos | Tries a favor | Tantos  | Tantos    | Tantos     | Puntos extra | Puntos |
| Posición | Selección | Jugados  | Ganados  | Empatados | Perdidos | Tries a favor | a favor | en contra | Diferencia | Puntos extra | Puntos |
| -------- | --------- | -------- | -------- | --------- | -------- | ------------- | ------- | --------- | ---------- | ------------ | ------ |
| 1        | Japón     | 4        | 4        | 0         | 0        | 13            | 115     | 62        | +53        | 3            | 19     |
| 2        | Irlanda   | 4        | 3        | 0         | 1        | 18            | 121     | 27        | +94        | 4            | 16     |
| 3        | Escocia   | 4        | 2        | 0         | 2        | 16            | 119     | 55        | +64        | 3            | 11     |
| 4        | Samoa     | 4        | 1        | 0         | 3        | 8             | 58      | 128       | –70        | 1            | 5      |
| 5        | Rusia     | 4        | 0        | 0         | 4        | 1             | 19      | 160       | –141       | 0            | 0      |

## Francia 2023

### Grupo B
| Posición | Selección | Partidos | Partidos | Partidos  | Partidos | Tries a favor | Tantos  | Tantos    | Tantos     | Puntos extra | Puntos |
| Posición | Selección | Jugados  | Ganados  | Empatados | Perdidos | Tries a favor | A favor | En contra | Diferencia | Puntos extra | Puntos |
| -------- | --------- | -------- | -------- | --------- | -------- | ------------- | ------- | --------- | ---------- | ------------ | ------ |
| 1.       | Irlanda   | 4        | 4        | 0         | 0        | 27            | 190     | 46        | +144       | 3            | 19     |
| 2.       | Sudáfrica | 4        | 3        | 0         | 1        | 22            | 151     | 34        | +117       | 3            | 15     |
| 3.       | Escocia   | 4        | 2        | 0         | 2        | 21            | 146     | 71        | +75        | 2            | 10     |
| 4.       | Tonga     | 4        | 1        | 0         | 3        | 13            | 96      | 177       | -81        | 1            | 5      |
| 5.       | Rumania   | 4        | 0        | 0         | 4        | 4             | 32      | 287       | -255       | 0            | 0      |